# Sergei Sokolov (cầu thủ bóng đá, sinh 1986)
Sergei Sergeyevich Sokolov (tiếng Nga: Серге́й Серге́евич Соколов; sinh ngày 11 tháng 11 năm 1986) là một cầu thủ bóng đá người Nga. Anh thi đấu cho F.K. Rotor-2 Volgograd.